# Zhaoyang
För andra betydelser, se Zhaoyang (olika betydelser).
Zhaoyang är ett stadsdistrikt och säte för stadsfullmäktige i Zhaotong i Yunnan-provinsen i sydvästra Kina.